# Playa Nahualapa
Playa Nahualapa är en liten badort vid Stillahavskusten mellan Santa María del Mar och Jiquilillo i kommunen El Viejo i västra Nicaragua. Den ligger på gränsen mellan comarcorna El Manzano no.1 och El Manzano no. 2, som tillsammans har 1,117 invånare (2005). Förutom sol och bad, finns det fina möjligheter för surfing, vandring och ridning.